# Portrait de Max Jacob (Laurencin)
Pour les articles homonymes, voir Portrait de Max Jacob.
Portrait de Max Jacob est un tableau réalisé par la peintre française Marie Laurencin en 1908. De format vertical, cette huile sur bois est un portrait de Max Jacob, dont seule la tête chauve est figurée. Rendue en un rose clair qui foncit pour marquer le nez, elle interpelle le spectateur de son regard soutenu, aux yeux verts cernés de noir. Passée entre les mains de Guillaume Apollinaire, l'œuvre est conservée depuis 1993 au musée des Beaux-Arts d'Orléans, à Orléans, dans le Loiret.